# Miscellanea Barcinonensia
Miscellanea Barcionensia va ser una publicació periòdica autodefinida com a "revista d'investigació i alta cultura" que va ser editada per la delegació de serveis de cultura de l'Ajuntament de Barcelona.
El primer numero va aparèixer l'any 1962 i l'últim, el 49, l'any 1978. Tenia periodicitat quadrimestral (tres números l'any). Es va deixar de publicar arran del canvi democràtic.
Figurava com a director Frederic Udina i Martorell. La redacció es trobava a les dependències del Museu d'Història de Barcelona.
Els continguts de la revista eren en castellà i només esporàdicament (sobretot a partir de 1975) va publicar alguns articles en català
Entre els autors que hi van publicar articles es compten Martí de Riquer, Agustí Duran i Sanpere, Josep Lamaña, Octavi Saltor, Josep Romeu i Figueras, Joaquima Sol, Anna Maria Adroer, Jaume Riera i Sans, Agustí Pumarola, J.E Ruiz Domènec, J. Balcells, etc.
Però la cosa més destacada entre els seus continguts és la detallada crònica de la vida cultural barcelonina (amb contribucions regulars de Josep Maria Garrut, Oriol Martorell, J. Palau, i altres, força atents a la modernitat) i també la crònica dels actes oficials duts a terme a la ciutat (a càrrec de José Tarín Iglesias) on es posa de manifest el tarannà del govern municipal franquista, sobretot durant l'etapa Porcioles.
El número 24 (1970) va publicar un índex complet dels 20 primers números de la revista.